# Aloe vaotsanda
Aloe vaotsanda ist eine Pflanzenart der Gattung der Aloen in der Unterfamilie der Affodillgewächse (Asphodeloideae). Das Artepitheton vaotsanda leitet sich vom lokal in Madagaskar gebräuchlichen Trivialnamen der Art ab.

## Beschreibung

### Vegetative Merkmale
Aloe vaotsanda wächst stammbildend und einfach. Der aufrechte Stamm erreicht eine Länge bis zu 4 Meter und ist 15 Zentimeter dick. Er ist mit ausdauernden toten Blättern besetzt. Die 30 bis 50 lanzettlich verschmälerten, stark zurückgeschlagenen Laubblätter bilden eine dichte Rosette. Die grüne und rötlich überhauchte Blattspreite ist bis zu 100 Zentimeter lang und 15 Zentimeter breit. Die stechenden Zähne am Blattrand sind etwa 5 bis 6 Millimeter lang und stehen 15 Millimeter voneinander entfernt. Der Blattsaft trocknet gelblich.

### Blütenstände und Blüten
Der zahlreich verzweigte Blütenstand erreicht eine Länge von mehr oder weniger 50 Zentimeter. Die dichten Trauben bestehen aus etwa 50 bis 70 einseitswendigen Blüten. Die dreieckig verschmälerten Brakteen weisen eine Länge von 7 bis 8 Millimeter auf und sind 3 Millimeter breit. Die orangegelben Blüten stehen an 4 bis 6 Millimeter langen Blütenstielen. Sie sind etwa 22 Millimeter lang und an ihrer Basis gerundet. Oberhalb des Fruchtknotens sind die Blüten leicht verengt und schließlich zur Mündung erweitert. Ihre äußeren Perigonblätter sind auf einer Länge von etwa 13 Millimetern nicht miteinander verwachsen. Die Staubblätter und der Griffel ragen etwa 5 Millimeter aus der Blüte heraus.

## Systematik und Verbreitung
Aloe vaotsanda ist auf Madagaskar im Trockenbusch auf Kalksteinvorkommen in Höhen von bis zu 100 Metern verbreitet.
Die Erstbeschreibung durch Raymond Decary wurde 1921 veröffentlicht.

## Nachweise